# Orihuela
Orihuela is een gemeente aan de Costa Blanca in de Spaanse provincie Alicante in de regio Valencia met een oppervlakte van 365 km². Orihuela telt 80.359 inwoners (1 januari 2016).
Orihuela is de hoofdstad van de comarca Vega Baja del Segura. De gemeente Orihuela valt verder onder te verdelen in de stad Orihuela (Ciudad), de geïrrigeerde tuinbouwstreek met zijn deelgemeentes (Huerta), en de kuststreek (Orihuela-Costa).

## De stad Orihuela (Ciudad)
De stad Orihuela ligt aan de oevers van de rivier de Segura en bevindt zich 23 meter boven zeeniveau, tegenaan de Sierra Orihuela. De stad ligt 20 km uit de kust van de Middellandse Zee.
In Romeins Spanje was de naam Orcellis en later Auraiola. Onder Visigotisch bestuur werd deze laatste naam verbasterd tot Oriola. In het Visigotisch tijdperk werd de stad uitgebreid en militair versterkt en won ze in regionaal belang. De stad lag eeuwenlang in de grensstreek van de koninkrijken Murcia, Valencia en Aragon, wat conflicten gaf. In 1564 werd het bisdom Orihuela opgericht door afscheuring van het bisdom Cartagena; het was een eindpunt in een langdurig conflict tussen Aragon en Murcia. In 1959 werd het bisdom hernoemd Orihuela-Alicante.

## De tuinbouwstreek (Huerta)
Het geïrrigeerde tuinbouwgebied van de gemeente Orihuela strekt zich uit ten zuiden van Elche tot aan de grens met de provincie Murcia. In dit tuinbouwgebied bevinden zich vele buurtschappen of deelgemeentes (pedanías).

## Het kustgebied (Orihuela-Costa)
Aan de kust ter hoogte van de stad Orihuela bevindt zich het kustgebied van de gemeente Orihuela. Dit kustgebied heet Orihuela-Costa en is een deelgemeente van de gemeente Orihuela. In Orihuela-Costa bevinden zich 57 urbanisaties, 4 golfbanen en 2 sporthavens. Orihuela-Costa staat internationaal bekend om zijn playas met mooie witte zandstranden en helder water, kreken (calas), die worden afgewisseld door hoge steile kliffen (acantilados). Diverse stranden in Orihuela-Costa zijn onderscheiden met de Blauwe Vlag.

## Demografische ontwikkeling
Bron: INE; 1857-2011: volkstellingen
Opm: Aanhechting van Molins (1887); afstand van Pilar de la Horadada (1986)

## Impressie

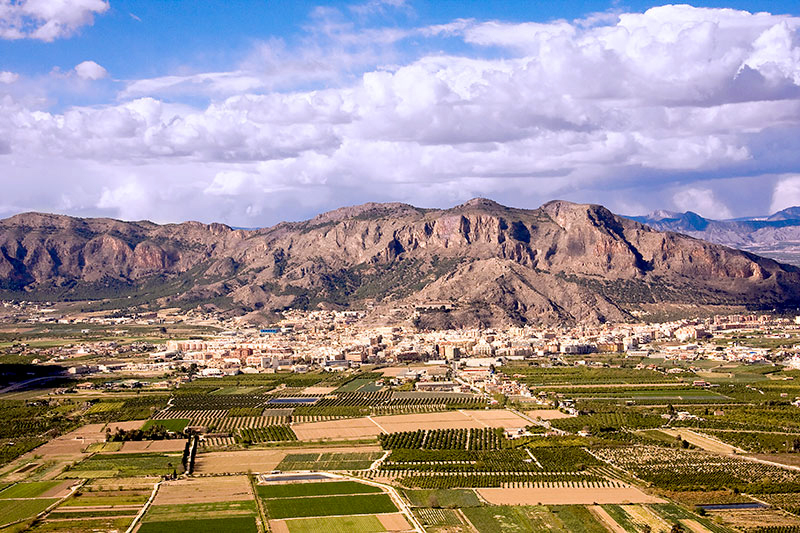
Orihuela aan de voet van de gelijknamige Sierra
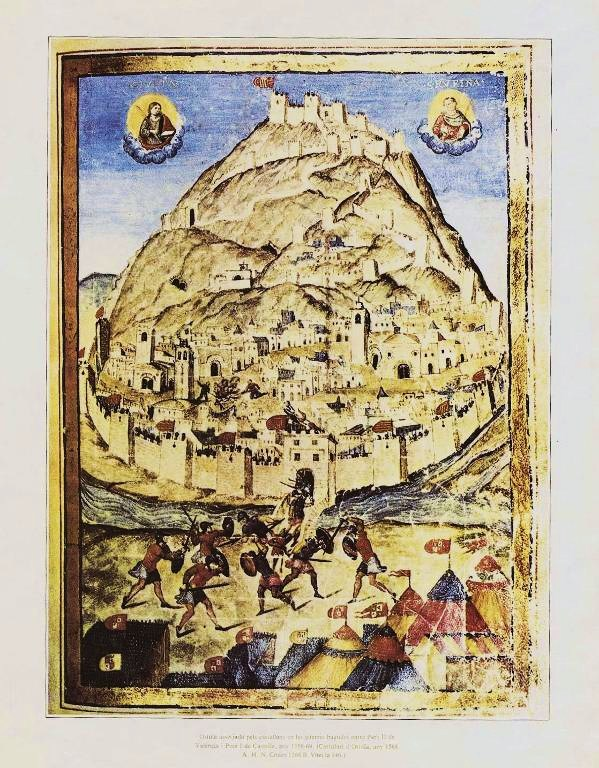
16e-eeuws manuscript
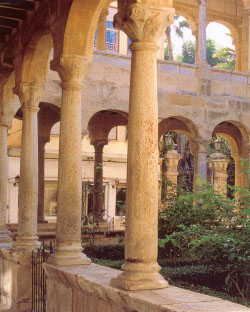
kathedraal van Orihuela

## Geboren in Orihuela
- Bernardo Ruiz (1925–2025), wielrenner
- Paula Soria (1993), beachvolleyballer